# Sebastiaan Anemaet
Sebastiaan Anemaet (ook gespeld als Anemaat) (Zevenbergen, 17 april 1790 – Semarang, 4 januari 1824) was een Nederlandse infanterieofficier in de napoleontische tijd. 
Hij begon zijn carrière op 5 augustus 1807 als onderofficier-élève bij de Koninklijke Garde. Tijdens de inlijving bij het Keizerrijk Frankrijk werden Sebastiaan op 18 oktober 1810 grenadier bij de Vélites van de 3e compagnie van het 2e bataljon van het 2e Regiment Grenadiers van de Garde. In november ging hij over naar het 1e escadron van het 2ème Régiment ChevauxLégères Lanciers de la Garde. Op 1 juni 1811 werd hij 2e luitenant bij het 63eme Regiment d'Infanterie de Ligne. Met deze eenheid vocht hij in Spanje. In de Slag bij Hanau (30-31 oktober 1813) raakte hij gewond. In 1814 raakte hij ingesloten in de vesting van Mainz en gevangengenomen. Hij keerde daarop terug naar Nederland en nam dienst in het Nederlandse leger. 
Als 1e luitenant bij het Bataljon Infanterie van Linie nr. 2 vocht hij in de slag bij Waterloo (18 juni 1815) en nam hij deel aan de bezetting van Parijs. Hij werd onderscheiden met de Militaire Willems-Orde 4e Klasse. Op 12 april 1816 ging hij over naar het 18e Bataljon Infanterie Nationale Militie met de rang van kapitein. In latere jaren ging hij over naar de Koloniale Infanterie en deed hij dienst in de Oost. Hij overleed op 4 januari 1824 te Semarang.